# Nama hispidum
Nama hispidum là loài thực vật có hoa trong họ Mồ hôi. Loài này được A. Gray mô tả khoa học đầu tiên năm 1861.